# 니나 포크
니나 포시(Nina Foch, 영어 발음: /fɒʃ/, 1924년 4월 20일 ~ 2008년 12월 5일)는 미국의 배우이다.
네덜란드에서 네덜란드인 아버지와 미국인 어머니 밑에서 태어난 직후 부모님이 이혼해 아기 때 어머니와 함께 미국으로 건너왔다.

## 영화
- 파리의 미국인 (영화)
- 십계 (1956년 영화)
- 스파르타쿠스 (영화)
- 여인의 계단
- 슬리버
- 블러드 라인 (1998년 영화)

## 텔레비전
- 그림자 없는 남자
- 길고 긴 여름날
- 보난자 (드라마)
- 하와이 파이브-O
- L.A. 로
- 제시카의 추리극장
- 저스트 슛 미
- NCIS (드라마)
- 클로저 (드라마)

## 연극
- 십이야
- 리어왕
- 자에는 자로
- 말괄량이 길들이기